# I Congrés de Renovació Pedagògica de Catalunya
El Primer Congrés de Renovació Pedagògica va sorgir de la tradició de la societat catalana que, al llarg del segle xx, es va anar autoconvocant per definir el problemes de l'educació i les seves perspectives de futur, durant tres anys (del 1993 al 1996), aquesta iniciativa va anar analitzant l'educació des d'una perspectiva de renovació i qualitat educativa, tot recollint punts de vista dels diversos sectors de la comunitat educativa. Es volia donar resposta als reptes de consolidar una educació democràtica i a les expectatives generades a través d'un conjunt d'entitats que representaven a la Comunitat Educativa catalana.
Els documents de referència, són les publicacions realitzades per la Federació de Moviments de Renovació Pedagògica, en el si del I Congrés de Renovació Pedagògica. Inclouen una quinzena de publicacions que contenen els documents de treball, experiències educatives, activitats del congrés, documents de les jornades territorials, aportacions al debat de les entitats organitzadores, recull d'articles, les línies d'acció, i finalment en el darrer volum es recullen les conclusions del Primer Congrés de Renovació Pedagògica de Catalunya.

## Objectius del Primer Congrés
- Recollir i difondre les experiències de millora educativa que es fan i promoure'n de noves.
- Oferir àmbits de cooperació i intercanvi entre totes aquelles persones, associacions, entitats que, des de qualsevol sector de la Comunitat Educativa, promouen aquestes iniciatives.

- Promoure la reflexió col·lectiva, amb una visió constructiva i positiva que porti a l'elaboració de propostes d'avenç i de millora.

## Temes recollits a les conclusions
- Societat i educació[2]
- El Servei Públic d'Educació[3]
- # Objectius del sistema educatiu
- # Planificació del sistema educatiu i Mapa escolar
- # Funcions de l'educació i objectius de les diverses etapes
- # Funció de la universitat en el sistema educatiu
- # L'administració educativa
- # L'educació en els municipis
- # El Servei Públic d'Educació
- # Igualtat d'oportunitats, gratuïtat i criteris de matriculació
- # Els serveis sectoritzats

- El currículum[4]
- # El currículum
- # Tractament de la diversitat de l'alumnat
- # Les noves tecnologies
- # La llengua en el currículum
- # Educació pel lleure i activitats extraescolars
- Els centres educatius[5]
- # El centre educatiu, nucli de la renovació pedagògica
- # Autonomia i qualitat de l'educació
- # Autonomia econòmica dels centres educatius
- # Organització autònoma i col·lectiva del centre educatiu
- # El treball en equip
- # Participació i qualitat de l'educació
- # Innovació educativa
- # L'avaluació del centre educatiu
- La Comunitat Educativa[6]
- # Comunitat Educativa i Renovació Pedagògica
- # L'alumnat
- # Les mares i els pares
- # El professorat
- # Formació permanent del professorat
- # Drets i deures del professorat

- La Xarxa de la Renovació Pedagògica de Catalunya[7]